# Dev Hynes
Devonté "Dev" Hynes, född David Joseph Michael Hynes 23 december 1985 i Houston i Texas, är en brittisk sångare, låtskrivare, producent och författare, även känd som Blood Orange och Lightspeed Champion.
Han är född i Houston i USA men växte upp i Ilford i östra London i Storbritannien.
Hynes har skrivit musik åt artister som Florence and the Machine, Diana Vickers och The Chemical Brothers på deras album We Are The Night som 2008 vann en Grammy Award. Han har kontrakt med Domino Records.
Han var med i gruppen Test Icicles från grundandet 2004 till att gruppen splittrades 2006. Han spelade gitarr, synthesizer och sjöng ibland. 2008 släppte han sitt debutsoloalbum Falling Off the Lavender Bridge under namnet Lightspeed Champion. 2010 följde han upp debuten med Life Is Sweet! Nice to Meet You. Sedan 2009 gör han även musik under namnet Blood Orange och släppte 2011 albumet Coastal Grooves och 2013 släpptes Cupid Deluxe.

## Diskografi i urval
Lightspeed Champion
- 2008 – Falling Off the Lavender Bridge
- 2010 – Life Is Sweet! Nice to Meet You

Blood Orange
- 2011 – Coastal Grooves
- 2013 – Cupid Deluxe
- 2016 – Freetown Sound
- 2018 – Negro Swan